# Sandakan
Sandakan je město v Malajsii. Nachází se na stejnojmenném poloostrově na severovýchodním pobřeží Bornea, 1900 km východně od Kuala Lumpuru. S přibližně 396 tisíci obyvateli je druhým největším městem státu Sabah.
Původně o zdejší přírodní přístav soupeřila Brunej a Sultanát Sulu. První evropskou osadu v něm založil 1872 William Clark Cowie, pak ji ovládl rakouskouherský konzul Gustav Overbeck a v roce 1879 se díky Williamu Burgessi Pryerovi stala britskou državou. Město se nazývalo Elopura („krásné město“), Kampung German („osada Němců“) a nakonec Sandakan („propachtovaná půda“). V roce 1884 se stalo hlavním městem protektorátu Severní Borneo. Díky těžbě vzácných dřev v okolních pralesích se stal Sandakan místem s největším podílem milionářů na světě. Vznikl výstavný obchodní přístav s dlážděnými ulicemi a stavbami ve viktoriánském stylu jako Sandakan Jubilee Memorial Clock. Usazovali se zde především Číňané, což dalo městu přezdívku „Malý Hongkong“. Za druhé světové války zde Japonci zřídili zajatecký tábor, při pochodech smrti do vnitrozemí zahynulo 2500 spojeneckých vojáků. Za těžkých bojů na konci války bylo město téměř zničeno a metropolí Sabahu se stal Jesselton.
Ekonomika Sandakanu je založena na rybolovu, stavbě lodí a textilním průmyslu. Nachází se zde letiště a nákladní přístav. Vyváží se ságo, abaka a palmový olej. Podnebí je ekvatoriální. Nedaleko Sandakanu se do Suluského moře vlévá řeka Kinabatangan. K přírodním zajímavostem patří skalní brána Batu Sapi a jeskyně Gomantong, kde žije salangana ostrovní. V blízkosti města se nachází národní park Želví ostrovy, rezervace Labuk Bay s výskytem kahaua nosatého a rehabilitační centrum pro orangutany v Sepiloku. Národnostní a náboženské složení obyvatelstva je pestré, ve městě se nacházejí mešity a buddhistické i křesťanské chrámy. Byl zde také vybudován památník válečných obětí.
V místním vojenském nevěstinci se odehrává děj filmu Sandakan č. 8, který natočil Kei Kumai. Život ve městě popsala ve svých autobiografických knihách Agnes Newton Keithová.